# Tragia glanduligera
Tragia glanduligera är en törelväxtart som beskrevs av Ferdinand Albin Pax och Käthe Hoffmann. Tragia glanduligera ingår i släktet Tragia och familjen törelväxter. Inga underarter finns listade i Catalogue of Life.